# Gaspar Octavio Hernández
Gaspar Octavio Hernández (Ciudad de Panamá, 14 de julio de 1893 - 13 de noviembre de 1918) fue un periodista y poeta modernista panameño de origen mulato. Murió realizando su trabajo de periodista, por lo que tal fecha se convirtió en Día del Periodista, siendo la figura de Hernández el símbolo del periodismo nacional. Colaboró en las revistas literarias de su época, fue director de Memphis y jefe de redacción del diario La Estrella de Panamá.

## Biografía

### Primeros años
Nació el 14 de julio de 1893 en Calle 14, en el barrio de Santa Ana de la Ciudad de Panamá. Sus padres eran Federico Hernández y Manuela Marcelina Solanilla. Su padre lo abandonó cuando era muy pequeño y su madre falleció años después. Vivía en un ambiente de pobreza extrema y solo pudo culminar los tres niveles primarios debido a la Guerra de los Mil Días que dio grandes afectaciones al departamento.
A los 10 años participó en la manifestación liderada por el general Domingo Díaz, quien se dirigía hacia el Baluarte de Chiriquí a fin de darle legitimidad a la separación de Colombia en 1903. Al cumplir 11 años, sufrió el fallecimiento de sus hermanos Dimas y Adolfo, que murieron suicidándose.

### Carrera
Hernández se dedicó a la poesía y al periodismo, esta carrera lo llevó a participar en la dirección y redacción de gran parte de las revistas literarias de inicios del siglo XX. Con 16 años publica en la Revista Variedades su primer poema llamado Mármol Sagrado.

De una vetusta mesa por sobre la negrura 
levántase pequeña de blancura. 
Hiperboreal testigo de mis melancolías 
ella ha visto la angustia en mis horas de horrible padecer, 
sobre mi rostro enjuto mis lágrimas correr. 

Y cuando me estremece la desesperación 
he estrechado esa estatua contra mi corazón.
Revista Variedades, 1 de mayo de 1909

En 1913 fundó el periódico Prensa Libre. En 1915, publicó su libro Iconografías, obra de cuentos y notas críticas. También en ese año publica su libro Melodías del pasado.

### Últimos años
Antes de su muerte, Hernández seguía su carrera literaria y periodística. Dos años antes de su muerte escribe La copa de amatista, que sería su libro póstumo. Murió el 13 de noviembre de 1918, a la edad de 25 años.

## Obras
Se formó a sí mismo con la lectura y cultivó el verso. En su poesía aparecen como temas la belleza, el amor, la naturaleza, la patria y en algunas ocasiones la historia bíblica. En su prosa, además de su obra periodista, existen diversos comentarios acerca de la literatura de su época, así como algunos cuentos.
- Canto a la Bandera
- Melodías del Pasado (1915)
- Iconografías (1916).
- Cristo y la mujer de Sichar (1918)
- La copa de amatista simple (1923)
- Corazón del alma solar (1902)